# 預防醫學

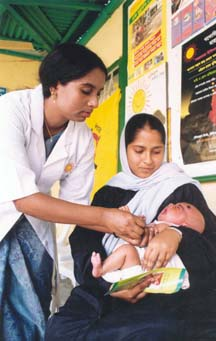
疫苗接種是一種重要的預防醫學手段。

預防醫學（英語：Preventive healthcare），包括各種為預防疾病而採取的措施。疾病和殘疾受到環境因素、遺傳素因、致病原、和生活方式的影響，是一種動態過程，可能在個人察覺到自己受到影響之前即已發生。疾病預防依賴預期它們會發生，而預為準備的行動，行動可劃分為原始級、初級、二級和三級預防。 
每年有數百萬人死於可預防的死亡。一項在2004年發表的研究顯示，在2000年的美國，大約有一半的死亡是由於可預防的行為和遭遇所造成。主要原因包括心血管疾病、慢性呼吸系統疾病、意外傷害、糖尿病，以及某些傳染病。同一項研究估計，由於飲食不良和久坐不動的生活方式，導致美國每年有40萬人因此死亡。根據世界衛生組織（簡稱為WHO）的估計，在2011年，全球約有5,500萬人死亡，其中三分之二是死於非傳染性疾病，包括癌症、糖尿病、慢性心血管和呼吸系統疾病，比2000年（60％）有所增加。鑑於全球慢性病的盛行，以及這些疾病造成的死亡，預防醫學變得尤其重要。
預防疾病有許多種方法。其中之一是透過提供信息，來防止青少年吸菸。另外還包括：建議成人和兒童，即使在感覺自己身體狀況良好的情況下，也要定期去看醫生，做健康檢查，以進行疾病篩檢，尋找疾病的危險因子，討論健康及採取平衡生活方式的技巧，了解最新的疫苗接種和免疫追加劑量的方法，並與醫事人員保持良好互動。一些常見的疾病篩檢，包括檢查是否有高血壓、高血糖（糖尿病的危險指標）、高膽固醇血症、篩檢有無大腸癌、憂鬱症、愛滋病、和其他常見類型的性傳染病（譬如披衣菌感染、梅毒、和淋病）、乳房攝影術（乳癌篩檢）、大腸癌篩檢、子宮頸抹片檢查（子宮頸癌篩檢）、和骨質疏鬆症篩檢。也有測試，可篩檢基因突變所引起的遺傳疾病，或者容易罹患某些疾病的素因（例如乳癌或卵巢癌）。但是，這些篩檢並不是每個人都能負擔得起，預防醫學在成本效益方面仍然是個爭論的話題。

## 預防等級
預防醫學策略被分為原始級、初級、二級、和三級。在20世紀初，預防醫學的概念首先由薩拉·約瑟芬·貝克女士所提倡，“初級預防”則是由休·里弗萊爾（Hugh R.Leavell）和葛尼·克拉克（E. Gurney Clark）在1940年代所創的名詞。他們當年分別在哈佛大學和哥倫比亞大學的公共衛生學院工作，後來又把預防級別擴大，包括二級和三級的預防。S. E. Goldston在他1987的著作中指出，雖然目前仍在使用初級，二級和三級預防的說法，但這些級別用"預防，治療，和復健"作描述會更貼切。
原始級預防概念的在近代建立，和過去五十年來在分子生物學的發展有關。特別是表觀遺傳學表明環境條件——包括物理條件和情感條件，在胎兒和新生兒生命（或所謂的生命初期）中對生物體的影響，至關重要。
| 級別               | 定義 |
| ------------------ | --- |
| 原始級和新生兒預防 | 任何針對幫助即將做父母的，為即將來臨的新生兒提供足夠的注意，以及為從受孕到出生的新生兒提供安全的物理和情感環境。 原始預防指的是針對胎兒早期採取的措施，旨在避免在生命早期的風險因素。原始預防被認為是預防醫學的一個獨立類別，其理論基於表觀遺傳的調控從受孕時就已經開始。 |
| 初級預防           | 透過消除致病原，或者是增加疾病抵抗力的方法。例如預防接種、保持良好飲食、養成運動習慣、避免吸菸 |
| 二級預防           | 在病徵出現之前就發現，還有處置疾病的方法。例如處理高血壓（導致心血管疾病的危險因子），還有做癌症篩檢。 |
| 三級預防           | 透過治療，或者復建，降低有症狀疾病的傷害，例如傷殘，或者死亡的方法。譬如說進行外科手術來防止病症的擴散，或者惡化。 |
| 四級預防           | 遏止或者避免不需要的，或者是多餘的醫療處置的方法。 |

### 原始級和新生兒預防
原始級預防最近被人提出，作為WHO提倡的“健康促進”項下的一個單獨類別。這項名為“最卓越（par excellence）”的健康促進措施是基於分子生物學的知識，尤其是表觀遺傳學知識提出的。這些知識指出，胎兒和新生兒生命中的情感和身體環境，可能決定日後成長為成年人時，各方面的健康狀況。這種促進健康的新方法，主要為未來的父母提供有關基本健康的相關而不偏頗的信息，並在他們孩子的原始生命期間（即根據倫敦原始健康研究中心的定義，"從受孕開始，到一周歲"），給予他們支持。包括適當的育兒假理想的情況是提供給父母雙方，俾便照料幼兒，在有需要的時候，也提供經濟上的幫助。
另一個相關的概念是新生兒預防，指的是從幼兒出生開始，甚至是在受孕之前，就為預防風險因子發展而做的一切措施。如美國教授露絲·埃策爾（Ruth Etzel）所言，"包括所有人口層面的行動和措施，抑制那些環境上、經濟上、和社會上不利條件的出現和形成”。這樣做可降低空氣污染，或防止在食品處理設備和與食品接觸的材料中含有破壞內分泌的化學物質。

### 初級預防
初級預防包括傳統的健康促進，還有"特殊保護"。健康促進的活動是當前的，非臨床的生活選擇。例如，攝取營養食物，和每天運動，既可以預防疾病，也可以營造整體幸福感。預防疾病和創造整體的福祉，可以延長我們的壽命。
促進健康的活動並非針對特定的疾病或身體狀況，而是在一種非常廣泛的層面上促進健康和增進福祉。另一方面，特定的保護，則是針對一種或一組的疾病，並且用來補充促進，達成健康的目標。
食物是預防醫學中一種最基本的工具。由美國疾病管制與預防中心（簡稱為CDC）在2011年所做的國家健康採訪調查，是第一個包含有關人民在食物支付能力方面的全國性調查。三分之一的美國人在購買食物、藥物，或者購買兩者時，會有支付困難的問題。如果可通過食物銀行、粥廠）、和其他來源，為低收入人群提供更好的食物選擇，那麼肥胖症和隨之而來的慢性病將可得到更好的控制。“食物沙漠”指的是在合理距離之內缺乏超級市場，因而無法獲得健康食品的地區。這些通常是低收入社區，大多數居民缺乏交通工具。在過去的20年中，已有一些草根運動鼓勵從事城市園藝，例如紐約市的GreenThumb組織。城市園藝由當地居民利用空地，為附近地區種植糧食。流動新鮮蔬果市場是"食物沙漠"地區居民的另一項健康食物的來源，這是種有特殊配備的公共汽車，將價格低廉的新鮮水果和蔬菜運送到低收入戶社區。這些方案經常舉行教育活動，例如烹飪和營養指導。諸如此類的計劃可幫助有需要的人們，提供健康，以及負擔得起的食物。
遺傳學在科學上的進步大幅的增進人們在遺傳性疾病方面的知識，並對帶有疾病基因的人，或對容易罹患特定疾病的人，在提供特殊保護措施方面，獲得重大的進步。基因檢測讓醫師能夠更快，更精確地作診斷，並可安排量身定製的治療，或提供個人化藥物。同樣的，在發現諸如傳染病的致病原之後，像水淨化、污水處理、和個人衛生習慣的養成（例如定期洗手，安全性行為以防止性傳染病的傳播）等特定的防護措施也成為預防的主流。這些發現有助於降低經常會在不衛生條件下傳染疾病的發生率。

### 二級預防
二級預防涉及處理病毒潛伏期的狀況，並試圖防止無症狀疾病發展為有症狀的疾病。某些疾病可歸類為初級或是二級。取決於構成疾病的定義，但一般而言，初級預防是針對疾病或傷害的根本原因作處理，而二級預防的目的在儘早發現和治療疾病。二級預防包括"早期診斷，和及時治療"，以便控制疾病，並防止其傳播給其他人，以及"殘疾限制"，用來防止將來因疾病而可能出現的併發症和殘疾。例如，對梅毒患者的早期診斷和及時治療，施用一系列抗生素以消滅病原體，並對患有梅毒的母親所生產的嬰兒進行篩檢和治療。對梅毒患者的殘疾限制包括對患者的心臟、腦脊液、和中樞神經系統進行持續檢查，以遏制任何損害性結果，例如失明或癱瘓的發生。

### 三級預防
最後，三級預防設法透過專注在精神上、身體上、和社交上的復健，來減少由症狀性疾病產生的損害。三級預防與主要目在預防殘疾的二級預防不同，它的目的在對已有殘疾的患者，把其剩餘能力和功能盡量恢復。三級預防的目標包括：預防疼痛和損傷、制止疾病的進展和併發症、讓受疾病影響患者的健康和功能能恢復。對於梅毒患者，復健的措施包括防止疾病讓患者完全喪失能力，例如對已失明和癱瘓者，進行工作場所調整，或提供諮詢，讓他們日常功能儘可能恢復。

## 可預防死亡發生的主要原因

### 美國
在美國，可預防死亡發生的主要原因是吸菸。但是，不良的飲食習慣和缺乏運動兩項，可能很快會超過吸菸而成為主要的原因。但這些行為是可以修正的，公共衛生和預防工作可以減少這類死亡。
| 原因               | 死亡人數 | 所佔百分比 |
| ------------------ | -------- | ---------- |
| 吸菸               | 435,000  | 18.1       |
| 不良飲食及缺乏運動 | 400,000  | 16.6       |
| 長期喝酒的影響     | 85,000   | 3.5        |
| 感染               | 75,000   | 3.1        |
| 毒品               | 55,000   | 2.3        |
| 車輛碰撞           | 43,000   | 1.8        |
| 槍械暴力           | 29,000   | 1.2        |
| 性傳染病           | 20,000   | 0.8        |
| 物質濫用           | 17,000   | 0.7        |

### 全球
在全球，可預防死亡發生的主要原因與美國有著相似的趨勢。但兩者之間存在一些差異，例如營養不良、污染、和不安全的衛生設施，反映出開發中國家與已開發國家之間的健康差異。
| 原因                     | 死亡人數（百萬/年） |
| ------------------------ | ------------------- |
| 高血壓                   | 7.8                 |
| 吸菸                     | 5.0                 |
| 高膽固醇血症             | 3.9                 |
| 營養不良                 | 3.8                 |
| 性傳染病                 | 3.0                 |
| 不良飲食                 | 2.8                 |
| 超重與肥胖症             | 2.5                 |
| 久坐不動的生活方式       | 2.0                 |
| 長期喝酒的影響           | 1.9                 |
| 開發中國家的室內空氣污染 | 1.8                 |
| 水媒病和不良衛生設施     | 1.6                 |

## 兒童死亡率
在2010年，全球有760萬兒童在5歲之前死亡，人數雖然比2000年的960萬人有所下降，但距離聯合國千年發展目標所設定的第四項目標（在1990-2015年期間，降低兒童死亡率）還差很遠（目標是到2015年將兒童死亡率降低三分之二） 。在這些死亡中，約有64％是由於感染（包括腹瀉、肺炎、和瘧疾）所引起。其中約40％的死亡是由於新生兒（年紀在1到28天）的早產併發症所引起。兒童死亡人數最多的是在非洲和東南亞。自1990年以來，非洲在減少新生兒死亡方面幾乎沒進展。在2010年，印度、奈及利亞、剛果民主共和國、巴基斯坦、和中國大陸的兒童死亡人數佔全球的近50％。
在這些國家展開針對性的工作，對於降低全球兒童死亡率，非常重要。兒童死亡率由多種因素造成，包括貧窮、環境危害、和缺乏孕產婦教育。WHO在下表中列出一系列的干預措施，這些措施對於42個國家/地區（佔90％的嬰兒和兒童死亡率）的醫療資源和基礎設施，被認為在經濟和運營上屬於"可行"。這份表顯示在有全民醫療衛生覆蓋的假設之下，因為有干預措施，全球到2000年可以預防嬰兒和兒童死亡率的下降程度。
| 預防干預                                   | 可降低嬰幼兒死亡發生的比率 |
| ------------------------------------------ | -------------------------- |
| 母乳哺育                                   | 13                         |
| 加藥處理蚊帳                               | 7                          |
| 嬰兒補充食物                               | 6                          |
| 鋅                                         | 4                          |
| 清潔產嬰                                   | 4                          |
| 流感嗜血桿菌疫苗                           | 4                          |
| 乾淨用水、衛生設施、衛生習慣               | 3                          |
| 產前類固醇                                 | 3                          |
| 新生兒溫度管理                             | 2                          |
| 維生素A                                    | 2                          |
| 破傷風疫苗                                 | 2                          |
| 感染愛滋病毒產婦服用奈韋拉平，以及替代哺育 | 2                          |
| 防孕婦 早期羊膜囊破裂感染而使用抗生素      | 1                          |
| 麻疹疫苗                                   | 1                          |
| 懷胎期間斷性預防瘧疾治療 （簡稱 IPTp）     | <1%                        |

## 預防方法

### 肥胖症
肥胖症是導致多種疾病的主要危險因子，包括心血管疾病、高血壓、某些癌症、和2型糖尿病。預防肥胖症的建議是每個人都要持續的運動，以及攝取營養和均衡的飲食。一個健康的人應該力求從蛋白質中獲取10％的能量，從脂肪中獲取15-20％的能量，並從不同種類組合的碳水化合物中獲取50％以上的能量，同時避免飲酒，以及攝取含有高量脂肪、鹽、和糖的食物。有久坐不動習慣的成年人，應該至少每天進行半個小時中度的體能活動，並最終增加到每星期至少三次，包括至少20分鐘的劇烈運動。預防醫學為那些選擇，以及積極參與這種生活方式的人們，提供很多好處。我們現代的醫療系統的常態是當急病症狀發生，讓人被送進急診室後，他們才開始著手治療。普遍存在的肥胖症是當前美國文化中仍持續存在的流行病。健康的飲食和日常的鍛煉身體，在降低個人罹患2型糖尿病的風險方面有著重要的功能。在2008年所作的一項研究所得的結論是，美國約有2,360萬人患有糖尿病，而其中570萬人未接受診斷。90％至95％的糖尿病患者患的是2型糖尿病。糖尿病是美國成年人腎功能衰竭、截肢、和新發失明的主要原因。

### 性傳染病

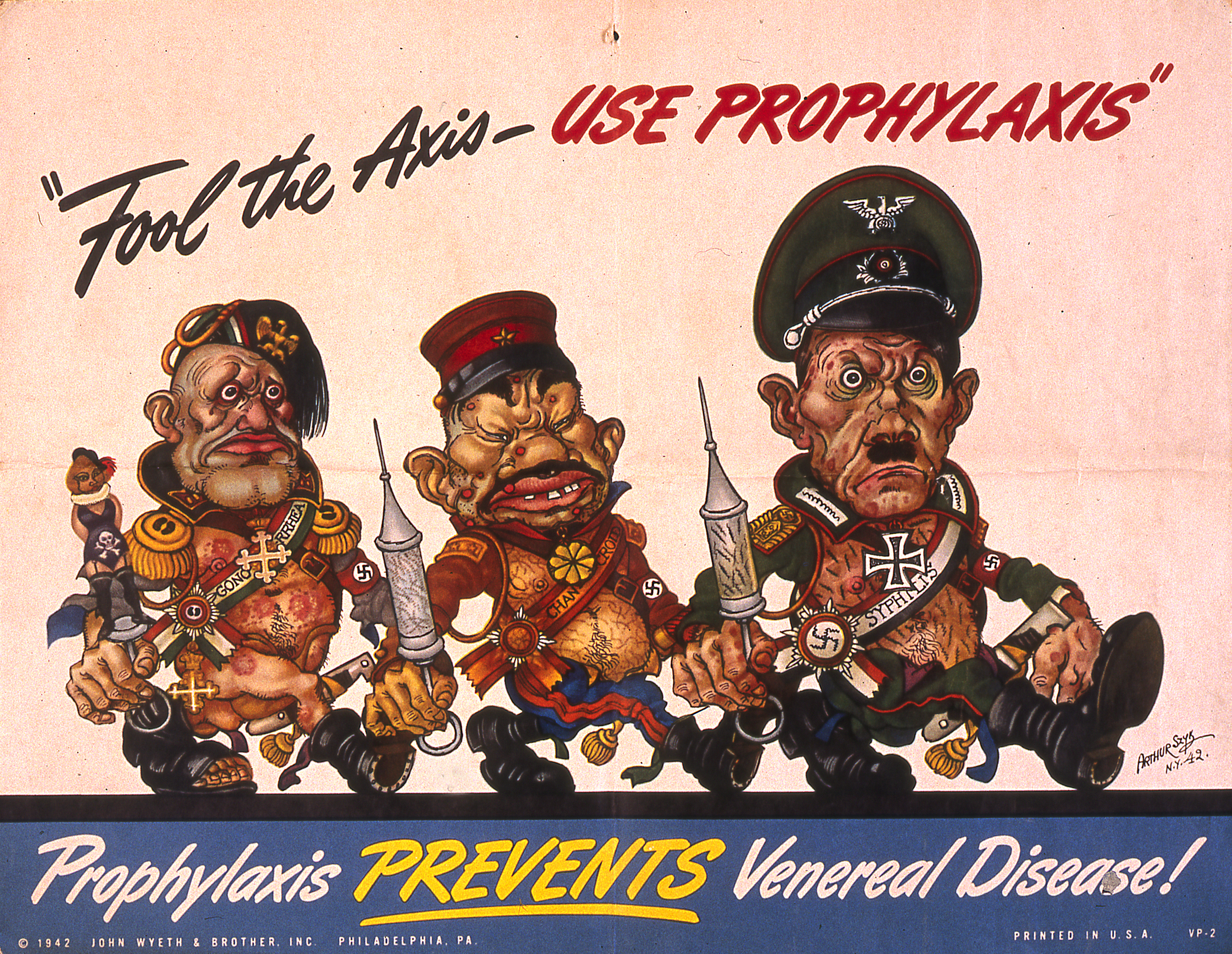
在1942年的第二次世界大戰期間，提醒美軍採行安全性行為的宣傳海報

像梅毒和愛滋病等經性行為感染疾病（簡稱為STIs），是普遍，但可透過安全性行為來預防。性傳染病可能是無症狀的，也可引發一系列的症狀。對STIs採取的預防措施，也可用 prophylactics 這個字來表示。這個字特別指使用避孕套，避孕套可有效預防疾病，但這個字也用於表達其他預防因接觸而傳染疾病的裝置，如牙壩，和醫用手套。其他預防STIs的方法包括：傳輸如何使用避孕套或其他此類阻隔設備的知識、在進行未受到保護的性行為之前對伴侶進行測試、定期進行STIs篩檢、接受治療並防止將STIs（尤其是愛滋病）傳染給伴侶、定期服用預防性的抗反轉錄病毒藥物，例如恩曲他濱/替諾福韋。接觸高風險體液後的72小時內（最理想是少於1小時）開始進行暴露後預防療法，也可以防止愛滋病感染。

### 透過基因改造來預防瘧疾
利用經過基因改造的蚊蟲在開發中國家作瘧疾的控制，但是這種方法目前遭遇反對，並引起爭議。

### 血栓形成
血栓形成是一種嚴重的循環系統疾病，成千上萬的人受到影響，包括通常是接受外科手術的老年人、服用口服避孕藥的婦女、和旅行者。血栓形成的後果有導致心臟病和中風的可能。預防措施包括：運動、穿著壓力襪、氣動裝置（在手術時預防深靜脈血栓）、和藥物治療。

### 癌症
近年來，癌症已成為全球性的問題。低收入和中等收入國家承受大部分這類的打擊，主要是由於工業化和全球化，導致當地人暴露於致癌物質的結果。但是，對癌症的初級預防，和對癌症危險因子的了解，可減少癌症病例達三分之一以上。癌症的初級預防，除了預防癌症之外，還可以預防具有共同危險因子的其他傳染病和非傳染病。

#### 肺癌

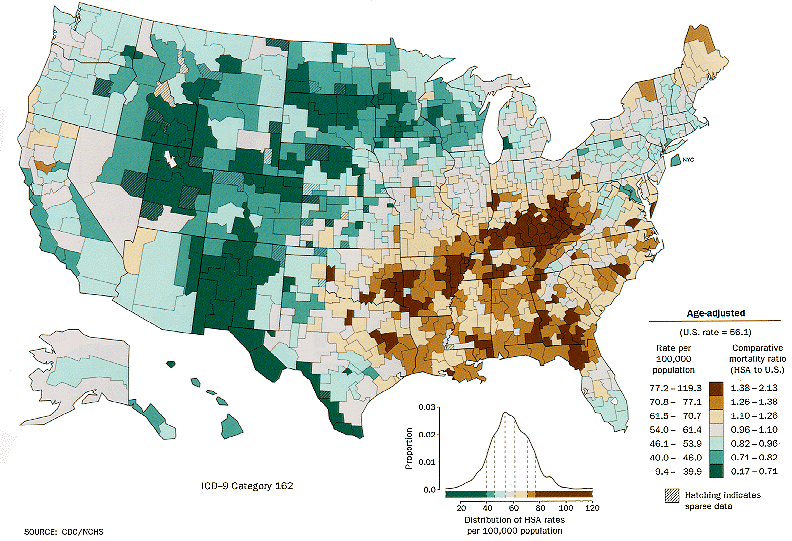
美國肺癌分佈區域圖

肺癌是美國和歐洲因癌症相關病症死亡的主因，也是其他國家的重要死亡原因。菸草是一種環境致癌物質，是導致肺癌的主要原因。在所有癌症死亡中，有25％至40％與吸菸有關 ，而在肺癌病例中，大約有90％的與吸菸有關。其他致癌物包括石棉和放射性物質。吸菸者本身，和從其他吸菸者所接觸而來的二手菸均可能導致肺癌，最終導致死亡。因此，預防吸菸對預防肺癌而言是非常重要。
個人、社區、和全國性的干預措施，都可預防或讓吸菸停止。在美國，曾經吸菸的成年人中有90％是在20歲之前就開始。學校裡面提供的預防/教育計劃以及諮詢，可以幫助預防和讓青少年停止吸菸。其他戒菸的方法包括團體支持計劃、尼古丁取代療法（簡稱為NRT）、催眠、和自我激勵的行為改變。研究顯示，催眠的長期成功率（戒菸超過 1年）為20％，團體療法為10％-20％。
癌症篩檢計劃是二級預防的有效方式。梅奧醫院、約翰·霍普金斯醫院、和紀念斯隆-凱特琳癌症中心會進行年度X射線篩檢和痰細胞檢查，利用這兩種方式讓肺癌的發現率更高，大部分發現的都呈現早期階段，治療效果會更好，因而促使在這種篩檢方式上有廣泛的投資。
立法也會影響到吸菸的預防和戒菸。在1992年，美國麻薩諸塞州 選民不顧煙草業反對，以及它們花費730萬美元所做的激烈遊說活動，在1992年通過一項法案，對每包香煙加徵25美分的稅收，稅收用於吸菸教育和控制計劃，導致麻州的煙草消費減少。
肺癌和吸菸，在全世界都在增加中，特別是在中國大陸。中國約佔全球煙草製品的消費和生產的三分之一。因為中國有3.5億經常性的吸菸者和7.5億受到二手煙影響的人，煙草控制政策效果不彰，每年因此死亡的人數超過100萬人。關於建議減少煙草使用的行動包括：減少煙草供應、增加煙草稅、廣泛的教育運動、減少煙草業的廣告行銷、以及增加用於支持戒菸的各種資源。在中國的武漢，在1998年曾辦過一項學校計劃，對學生開設反煙草課程，達到減少經常吸煙人數的目的，但是這項計劃並未顯著的減少剛開始吸菸的青少年人數。因此，這項方案在二級預防有效，而對初級預防則為否定，但也表明在學校的教育方案確實具有減少煙草使用的潛力。

#### 皮膚癌

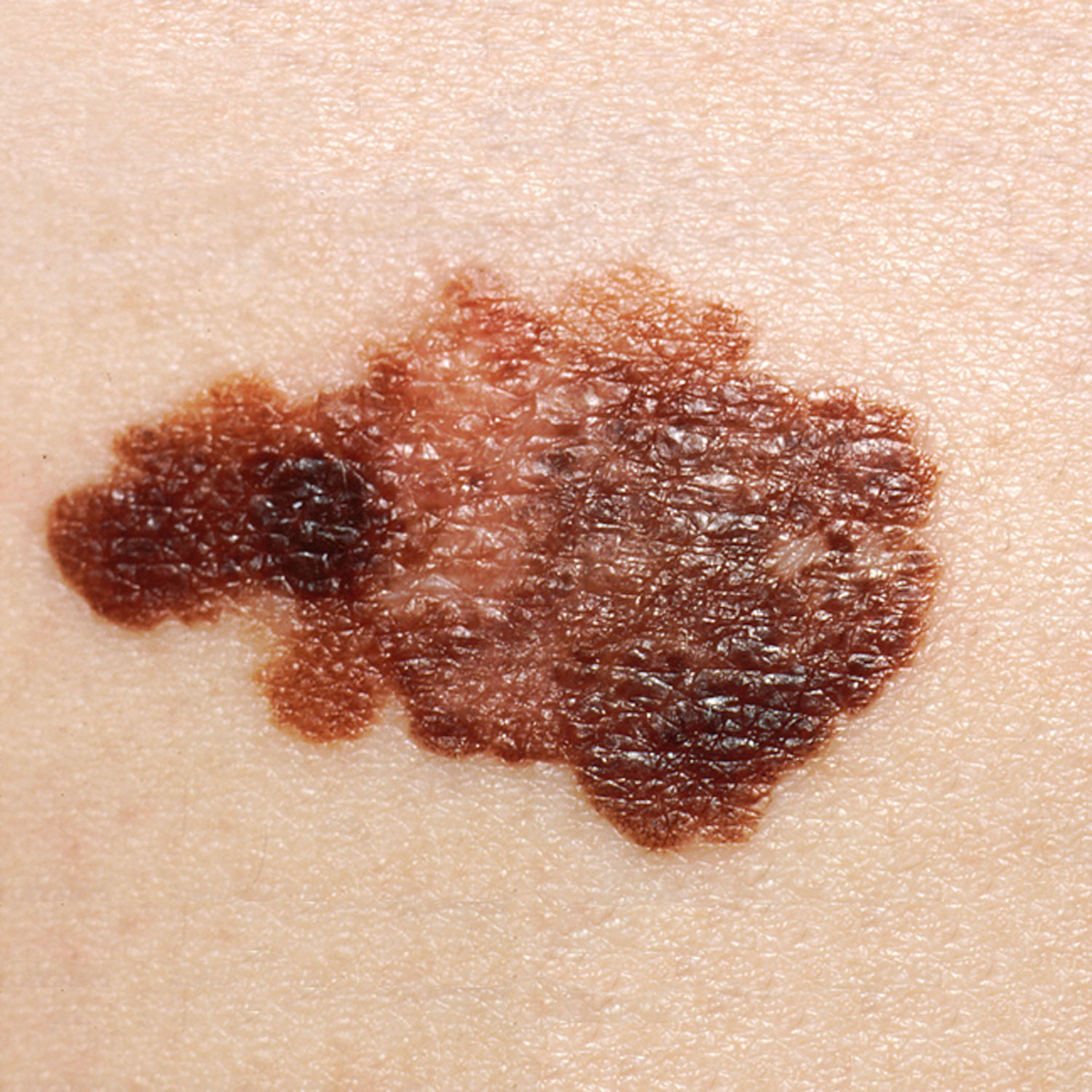
相片：黑色素瘤，皮膚癌中最致命的一種癌症

皮膚癌是美國最常見的癌症。皮膚癌中最致命的一種是黑色素瘤，每年導致超過50,000名美國人死亡。在兒童期的預防尤為重要，因為大部分的人在兒童和青少年時期，會暴露在陽光所產生的紫外線之下，到他們成年時有發展而為皮膚癌的可能。此外，兒童期所做的預防可讓他們養成健康的習慣，可持續一生預防此類癌症。
CDC建議採用幾種主要的預防方法，包括：在上午10點至下午4點之間、限制曝露在陽光之下的時間、當太陽最強時、穿緊密編織的天然棉質服裝、戴寬沿帽、和戴太陽鏡、使用防紫外線A和防紫外線B（請參考紫外線）的防曬油作為防護，並避免使用室內曬黑沙龍。在流汗、接觸水（例如，游泳後）、或數小時的陽光照射後，應重新塗抹防曬油。由於皮膚癌很容易預防，因此CDC建議學校教授這種初級的預防計劃，包括預防的課程、家庭參與、學校醫事單位的參與和支持，以及與社區、州、和國家機構和組織建立伙伴關係，好讓兒童遠離過度的紫外線輻射暴露。
大多數的皮膚癌和防曬數據都來自澳大利亞和美國。一項國際研究報告說，與其他國家相比，澳大利亞人是具有更高的防曬和在皮膚癌方面的知識。在兒童、青少年、和成人中，防曬油是最常用到的皮膚保護。然而，許多青少年故意使用防曬係數低的防曬油好讓自己更容易曬黑。澳大利亞的各種研究顯示，許多成年人也沒正確使用防曬油。 許多人在初次暴露於陽光下時，都會很好地塗抹上防曬油，但是並且/或者在必要時沒有重新塗抹。巴西在2002年的一項病例對照研究顯示，只有3％的病例參與者，和11％的對照參與者使用防曬係數大於15的防曬油。

#### 子宮頸癌

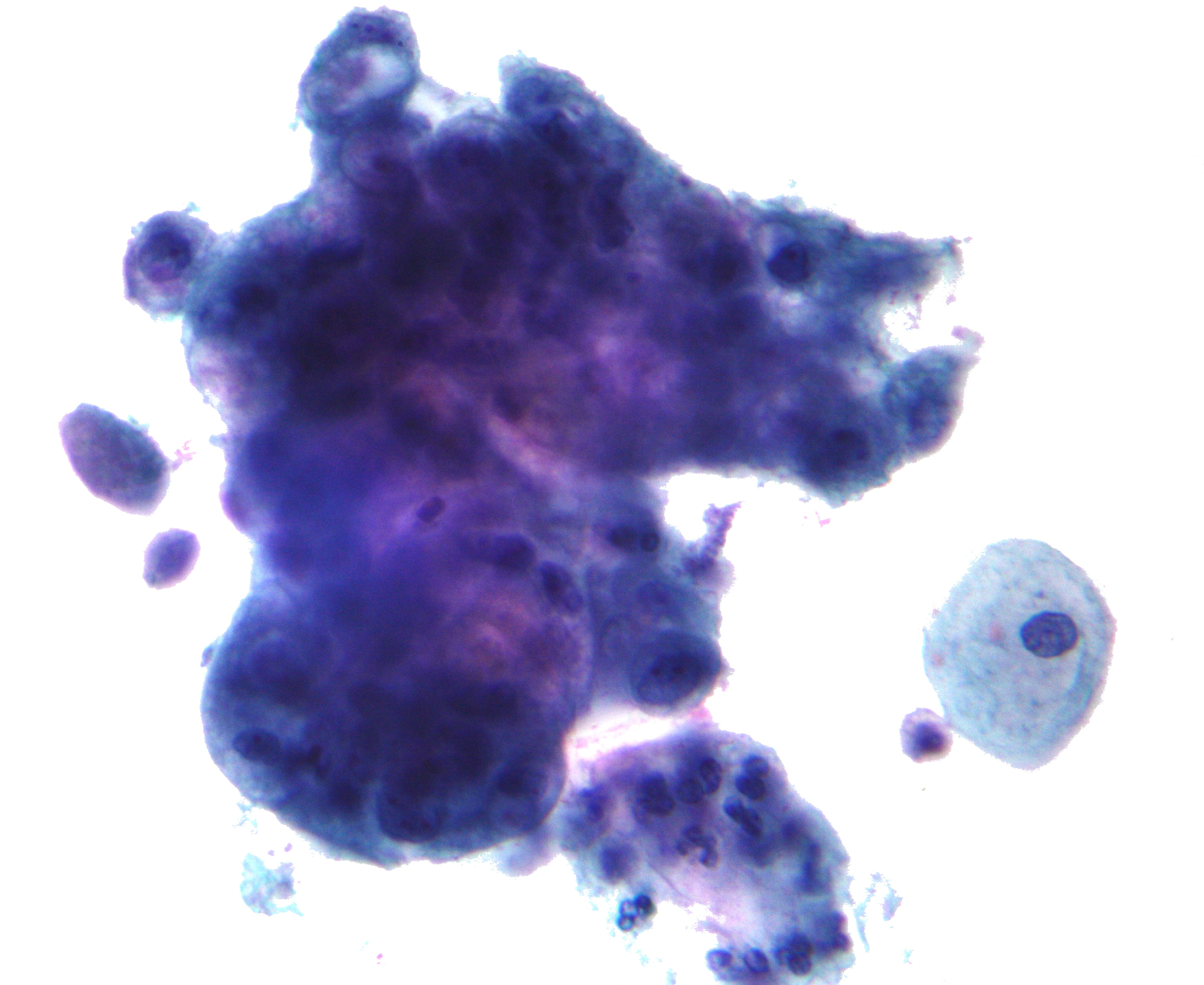
子宮頸抹片檢查所發現的癌細胞（腺癌）

子宮頸癌是拉丁美洲、撒哈拉以南非洲、和亞洲部分地區女性中最常見的三大癌症之一。子宮頸細胞篩檢的目的在檢測子宮頸中的異常病變，以便女性可在癌症發展之前接受治療。有鑑於高品質的篩檢和後續護理，顯示出子宮頸癌的發病率可降低多達80％，因此大多數已開發國家現在鼓勵性行為活躍的婦女每隔3-5年就接受一次子宮頸抹片檢查。在芬蘭和冰島，當地已制定有效，有組織的計劃，進行例行監測，設法大幅降低子宮頸癌的死亡率，和沒組織化的，隨機性的計劃（例如美國或加拿大的計劃）相較，他們使用到較少的資源。
自1970年代以來，在智利、哥倫比亞、哥斯達黎加、和古巴等拉丁美洲的開發中國家，由公共和私人組織提供的計劃，都為婦女提供常規性的子宮頸細胞篩檢。但是，他們的努力並未導致這些國家婦女的子宮頸癌發病率或死亡率有重大變化。這可能是由於測試品質低下，以及效率低下的結果。但是，自1960年代開始提供早期篩檢的波多黎各，當地子宮頸癌的發病率就下降近50％，死亡率在1950年至1990年之間下降近四倍。巴西、秘魯、印度、和一些在撒哈拉以南非洲地區的高風險人群，由於缺乏有組織的篩檢計劃，當地子宮頸癌的發病率很高。

#### 大腸癌
大腸癌（也稱直腸癌）是全球排名中第二普遍的女性癌症，第三普遍的男性癌症，是僅次於肺癌，胃癌，和肝癌的第四大癌症死亡原因，在2010年，全球有715,000例因大腸癌導致的死亡。
這也是高度可預防的癌症；大約80％的大腸癌起源於良性生長的腺瘤，通常稱為息肉，在結腸鏡檢查時很容易檢測到，並予以割除。篩檢息肉和癌症的其他方法包括糞便潛血測試。生活方式的改變可降低結大腸癌的風險，包括增加全穀類、水果、和蔬菜的攝取，以及減少食用紅肉。

## 健康差距和獲得醫療服務的障礙
獲得醫療衛生和預防醫學服務，和獲得這些服務的品質方面都有不平等的情況。美國健康照護研究及品質機構（AHRQ）所做的一項研究揭示美國在這一方面的差距。在美國，老年人（大約65歲）受到的護理較差，而獲得護理的機會也比年輕人少。拿所有少數族裔（黑人、西班牙裔、亞裔）與白人患者比較，拿低收入人群與高收入人群進行比較，也發現相同的趨勢。
獲取和利用醫療衛生資源，常見的障礙包括收入和教育水平不足、語言障礙、以及缺乏醫療保險。在教育程度較低的人之中的少數民族，相較於白人，在擁有健康保險的可能性更低。由於這些差距，使處境不利的群體很難定期接觸初級照護的機構，以進行疫苗接種，或接受其他類型的醫療服務。此外，未有醫療保險覆蓋的人往往會在疾病發展成慢性，成為嚴重狀態時才會尋求醫療服務，他們也更有可能會放棄必要的檢查、以及治療、和取得處方藥。
這些差距和障礙也在世界其他各地存在。通常，開發中國家和已開發國家之間的預期壽命之間有數十年的差距。例如，日本的平均壽命比馬拉威高36歲。低收入國家的醫師人數也往往少於高收入國家。在奈及利亞和緬甸，每十萬人中醫生的數目不到四名，而挪威和瑞士的比率則高出十倍。在全球的常見障礙包括：地區缺乏衛生服務和醫療衛生機構、家庭與醫療衛生機構之間的距離過遠、交通費用高、治療費用高、以及獲得某些衛生服務，會抵觸當地的社會規範，以及被冠上污名。

## 透過生活方式的預防經濟學
在生活方式中，隨著飲食和運動等成為可預防死亡的最重要因素，健康生活方式的經濟學會日益受到關注。毫無疑問的，選擇積極的生活方式等於為一生的健康做投資。為了衡量成功，諸如質量調整壽命年（簡稱為QALY）方法之類的傳統衡量方法就相當有價值。但是，這種方法並未列入考慮到的問題有，由於健康狀況不佳而產生慢性疾病，或者發生未來收入的損失。開發未來的經濟模型，既可指導個人投資，也可以指導公共投資，並推動未來的政策來選擇健康的，積極的生活方式所能產生的效用，這是種對全球經濟學家的重要課題。
與其他高收入國家相比，美國人每年花費在醫療保健上的支出超過3兆美元，但嬰兒死亡率較高，預期壽命較短，而糖尿病發生率較高，原因是患者選擇不當的生活方式。美國人雖然付出如此高昂代價，在原本可預防因生活方式引起的疾病的這一方面，相對的卻花費很少的錢。 《美國醫學會雜誌》估計，美國人在2013年為糖尿病上花費1,010億美元，在心臟病上又花費880億美元。為了鼓勵人們選擇健康的生活方式，工作場所保健計劃正在增加中；但是這方面的經濟統計，和有效性數據仍在繼續演進和發展之中。
醫療保險的覆蓋範圍會影響健康生活方式的選擇。縱然是間歇性的喪失保險覆蓋，也會對健康產生負面影響。有可能被廢除的《患者保護與平價醫療法案》（簡稱為PPACA,或是ACA）及根據這項法案設立的“預防和公共衛生基金（The Prevention and Public Health Fund）” （這是美國第一個也是唯一宗旨為改善公眾健康的強制性基金）可能會嚴重影響許多美國人的醫療保險。PPACA還涵蓋生活方式中預防相關的諮詢，例如體重管理、飲酒、和抑鬱症的治療。政策制定者會對美國人在生活方式上的選擇產生重大影響。
由於在美國，慢性病是導致死亡的主要原因，而治療慢性病的途徑也複雜，涉及面廣，因此，在可能的情況下，預防是避免慢性病的最佳做法。在許多情況下，預防需要做複雜途徑的規劃，以確定在何時何處做干預。預防的成本效益可達到，但需要花長時間才會得到干預的效果/和結果的資料。因此，預防工作不容易籌集到經費，尤其是在財源窘迫的情況下。預防也會產生其他的費用，譬如由於人們壽命延長，年齡越高，患病的機會越會增加。為了評估預防的成本效益，在施行預防措施所需的成本、避免發病率所得到的節省、以及延長壽命的成本，都需列入考慮。
如果把延長壽命而產生的節省列入考慮，則延長壽命的成本會變得小一點，通常人是在過世之前的最後一年，發生的醫療費用會佔他一生費用中的很大部分，因此隨著年齡的增長，如果當事人仍能相對健康活著的話，成本會變得更便宜。只有在預防措施的費用少於因壽命延長而產生的節省，才可算是真正能節省費用。為起源複雜的疾病建立可靠的預防經濟學，需要知道如何採用最適當的預防工作-例如制定有用的措施和設定適當的範圍。

## 有效性

### 總覽
關於預防醫學是否具有成本效益，尚無普遍共識，但它們可以極大地提高生活品質。關於什麼是"良好的投資"，則各有不同的看法。一些人認為，在沒有此類預防措施的情況下，把治療費用列入考慮後，預防醫學能節省的錢應該會超過其投入的成本。其他人則主張"物有所值"，或給予重大健康益處，縱然這些措施沒省到錢。此外，雖然預防醫學通常被描述為一個實體，但其實是包括無數種不同的服務，每種服務可以單獨導致淨成本、淨節省、或兩者皆非。為了充分了解財務上和對健康的影響，我們有必要進一步把這些服務區分。
在2010年所作的一項研究報告說，在美國，為兒童接種疫苗、戒菸、每日預防性使用阿司匹林、以及篩檢乳癌和大腸癌等，是預防過早死亡最有潛力的領域。導致節省的預防醫學措施則包括為兒童和成人接種疫苗、戒菸、日常使用阿司匹林,以及篩檢酗酒、肥胖症、和視力喪失的問題。這些作者們估計，如果將這些服務推展，包含全美國人口的90%時，淨節省可達37億美元，僅佔2006年美國醫療系統總支出的0.2％。雖然預防醫學有減少醫療衛生支出的潛力，但美國的預防醫學資源利用率仍然很低，尤其是在拉丁裔和非裔美國人之中。總體而言，由於醫療衛生提供者能花在患者身上的時間有限，並且必須整合來自各方的各種預防醫學措施，因此實施預防醫學服務有相當大的難度。
雖然這些特定的服務帶來少量的淨節省，但並非每種措施所節省的都高於成本。在1970年代所作的一項研究顯示，長期看來，儘早用藥物治療高血壓來預防心臟病發作，實際上並不能節省金錢。儘早做心臟病和中風的預防治療，在藥物上的花費是規避治療後所產生成本的四倍。而用藥，或者是利用飲食改變來降低膽固醇的費用，超過隨後心臟病的治療的費用。由於這些發現，有些人認為，醫療改革，應該要優先把干預措施放在那些能產生最好成果的項目之上，而非僅在預防醫學本身。
科恩等作者在2008年的報告概述預防醫學的懷疑論者提出的一些論點。許多人認為，只有在沒有預防醫學措施的情況下，患病的人口比例相當大時，預防醫學措施的成本才會比未來的治療成本低。糖尿病預防計劃研究小組（The Diabetes Prevention Program Research Group）於2012年所作的一項對改變生活方式，或是服用二甲雙胍兩者，在成本和收益上作比較（以質量調整壽命年，簡稱為QALYs，作衡量）研究，結果是這兩種方法均未帶來財務節省，但仍具有成本效益，因為它們均能增加QALYs。除了仔細檢查成本之外，預防醫學的懷疑論者還檢查干預措施的效率。他們認為，雖然許多現有疾病的治療方法都涉及使用先進的設備和技術，但在某些情況下，這比預防疾病會更有效地利用資源。科恩等同一篇報告提出，最值得探索和投資的預防醫學措施是那些可以讓大部分人口受益的措施，以合理的成本帶來累積的和廣泛的健康益處。

### 兒童肥胖症干預的成本效益
在美國，至少有四項由國家實施的兒童肥胖症干預措施：甜味飲料消費稅（SSB）、電視廣告計劃、積極體育教學（Active PE）政策、以及早期護理和教育（ECE）政策。它們都有相似的減少兒童肥胖症的目標。對這些干預措施在身高體重指數（簡稱為BMI）的影響做研究，而作成本效益分析（簡稱為CEA）讓人們能更能了解預計的成本節省和健康改善的結果。
兒童肥胖症干預成本-效果研究（簡寫為CHOICES），用來評估和比較這四種干預措施的成本效益分析。
Gortmaker，S.L.等作者在2015年的報告指出：“研究人員選擇四種初始干預措施，以代表可在廣泛的範圍內採用政策和策略相結合的措施，來減少兒童肥胖症... 1.每盎司的甜味飲料收取0.01美元的消費稅，在全國實施，並由各州管理（SSB）； 2.兒童和青少年所看的“缺乏營養”的食品和飲料的電視廣告，贊助這種廣告的費用不得用來扣抵稅額（TV AD），3.州政策要求當前所有提供體育教育（PE）的公立小學，將大於或等於50％的體育課時間用於從溫和到激烈強度的體育鍛煉（Active PE），以及4.州政策，透過增加體育鍛煉、改善營養、並減少看電視的時間，讓幼兒教育環境更健康（ECE）。”
CHOICES發現，SSB、TV AD、和 ECE 產生淨成本節省。 SSB和TV AD 都增加QALYs，並分別產生有一年達125億美元和8,000萬美元的稅收收入。評估兒童肥胖干預措施的有效性，所面臨的挑戰有：
1. 兒童肥胖症在經濟上同時產生短期和長期的後果。在短期的，肥胖會損害認知能力和學習成績。一些人認為這是對情緒或精力的負面影響而產生的繼發因素，但有人則認為可能涉及生理因素。[96]此外，肥胖兒童增加醫療保健費用（例如藥物，急診）。從長遠來看，肥胖的兒童往往會成為肥胖的成年人，從而增加罹患糖尿病或高血壓等慢性疾病的風險。[97][98]對他們認知能力發展的任何影響，也可能影響他們對社會的貢獻，以及他們的社會經濟地位。
2. 根據CHOICES，他們注意到這些干預措施所實際產生的效果，在全國不同的社區可能有所不同。另外，有人認為研究成果的樣本有限，這些干預措施可能會產生尚未完全察覺到的其他效果。
3. 從長遠來看，對這類對兒童的干預措施，利用其結果來進行建模是有挑戰性的，因為醫學和醫療技術的進步很難預測。根據成本效益分析所作的預測可能需要更頻繁地重新舉辦。

### 美國預防醫學的經濟學
預防醫學的成本效益是一個備受爭議的話題。雖然一些經濟學家認為預防性護理很有價值，可節省成本，但另有一些經濟學家則認為這是種沒效率的資源浪費。預防醫學由各種臨床服務和計劃組成，包括年度經由醫生作體檢、年度疫苗接種、和保健計劃；由最近的模型所顯示，這些簡單的干預措施可以產生重大的經濟影響。

### 臨床預防服務和計劃
對預防醫學的研究，去分辨它是節省金錢還是能產生成本效益的問題，以及是否存在促進健康和預防疾病，有經濟學上的依據。人們對預防醫學的需求和興趣，是因為被降低醫療衛生成本、同時提高護理品質、和改善患者體驗等當務之急的事項所驅動。預防性護理可改善健康狀況並節省成本。健康評估/各種篩檢、產前護理、以及遠程醫療保健（telehealth，或telemedicine）等服務可以降低發病率或死亡率，有成本低廉或節省成本的效果。特別是，健康評估/篩檢具有節省成本的潛力，並且根據篩檢和評估類型而具有不同的成本效益。產前護理不足會導致早產、死產、和嬰兒死亡的風險增高。時間是最珍貴的資源，預防性護理可幫助減少時間成本。遠程醫療保健是一種已經贏得消費者興趣、接受度、和信心，並可提高護理品質和患者滿意度的選擇。

### 投資經濟學
與其他類型的臨床服務相比，在預防醫學作投資是有好處，也有需要權衡的地方。有證據支持預防性護理是一項不錯的投資，可驅動達到人口健康管理的目標。節約成本和成本效益的概念有所不同，兩者都與預防性護理有關。例如有預防性護理可能無法省錢，仍可提供健康益處。因此，有必要比較干預措施對健康以及成本的影響。
預防醫學超越人口學的藩籬，可適用到各個年齡層的人。 《健康資本理論》強調整個生命週期中預防保健的重要性，並提供一個框架，用於理解所經歷的健康和保健方面的變異。這理論把健康視為提供直接效用的股票。健康會隨著年齡的增長而貶值，人們透過健康投資來應對衰老過程。這理論進一步支持個人需要良好的健康，對健康投資的需求是衍生而來的需求（就是說，對健康投資，是源自對良好健康的潛在需求），並且健康投資過程的效率隨著知識的提高而提高（即假定受過良好教育的消費者和健康生產者的效率會更高）。
預防需求的彈性也可提供我們對經濟學方面的洞見。對預防保健的需求可以改變特定疾病的患病率，並進一步降低，甚至是逆轉患病率的進一步增長。流行率的降低，隨後會導致成本的降低。
在討論預防醫學服務的經濟學時，有許多相關的組織和政策措施。來自羅伯特·伍德·約翰遜基金會，經濟合作與發展組織（簡稱為OECD）的證據、觀點、和政策簡介，以及美國預防服務工作隊（簡稱為USPSTF）的努力均提供改善健康，和人民福祉的實例（例如，預防性健康評估/篩檢、產前護理、和遠程醫療保健）。PPACA對預防醫學服務的提供有重大影響，但這個方案目前正受到新政府的嚴格審視和調查。根據CDC，PPACA法案透過強制性的預防醫療保險，讓預防性醫療成為負擔得起，和可及的服務，而不需要支付自負額、共付額、共同保險費用，或其他費用分擔。
美國預防服務工作隊是由預防和循證醫學的國家級專家所組成，致力循證而提出臨床預防服務建議，來改善美國人的健康。他們在確定建議時並未考慮預防性服務的費用。這個組織每年都會向國會提交一份報告，確定研究中的關鍵證據差距，並建議優先領域，讓相關單位做進一步審查。
由CDC贊助的全國圍產期品質合作組織（National Network of Perinatal Quality Collaboratives (簡稱為NNPQC)）支持每個州的圍產期品質合作組織（簡稱為PQCs），以評估和改善母嬰保健和健康狀況。這些PQC的成果有例如在39週前的早產減少、醫療保健相關的血液感染減少、以及產前利用皮質類固醇的改善。
遠程醫療保健最近有顯著的增長和發展。網聯醫療政策中心（國家遠程醫療保健政策資源中心 (The National Telehealth Policy Resource Center) ）針對遠程醫療保健，以及它們如何為預防醫學所做的貢獻，提出多份報告和政策簡介。
政策措施和預防服務的提供無法保證有良好的利用率。商業機構的付款人（即醫療保險公司）和州政府機構的付款人（如聯邦醫療補助），雙方在報銷政策和指南的差異，造成報銷仍然是採用這項服務的主要障礙。美國人只利用到建議預防服務的一半左右，而譬如說自負額，共同保險或共付額等費用分擔的原因，也把使用預防服務的可能性降低。此外，雖然PPACA擴大聯邦醫療保險的福利和預防服務，但對預防服務的增加使用沒有影響，道出其他基本障礙仍然存在的事實。
《患者保護與平價醫療法案》和預防醫學
《患者保護與平價醫療法案》（又稱“平價醫療法案” 或 “奧巴馬醫改”，簡稱為PPACA）於2010年3月23日通過，成為法律這項新批准的法律的目的是處理美國醫療體系中的許多問題，包括保險覆蓋範圍的擴大、保險市場的改革、提高服務品質、以及預期在效率和成本方面能有改善。針對保險市場的改革，法案要求保險公司不得排斥已有既有身體狀況的人投保、子女受到父母的保險計劃的覆蓋，直至26歲、並擴大受保人涉及保險公司拒絕報銷時，申訴的權利。法案還禁止醫療保險公司只提供有限度的保險，保險公司也應提供包括預防性保健的保險。美國預防服務工作隊已把預防醫學服務歸類為‘”A”或者是“B”級，保險公司必須遵守，並提供全面的保險。美國預防服務工作隊不僅提供適當覆蓋範圍的分級預防保健服務，而且還向臨床醫師和保險公司提出許多建議，以促進更好的預防性護理，最終能達到提供更好的護理品質，同時又能減輕費用負擔。

### 保險和預防保健
醫療保險公司願意為患者提供預防性醫療服務，而投保者當時並未發生急性病痛，原因是希望如此做之後可防止投保者在日後罹患慢性病。如今，根據PPACA的要求，透過醫療保險市集提供的醫療保險計劃必須免費提供某些預防性護理服務。PPACA第2713條Section 2713 （页面存档备份，存于）規定，所有透過醫療保險市集購買的私人保險計劃和所有雇主贊助的私人保險計劃（之前即已存在的保險計劃除外）都必須免費提供給患者，涵蓋由美國預防服務工作隊分類為A級或是B級的預防保健服務。
例如，聯合健康保險公司會在每年初發布患者指南，為公司提供的預防保健範圍作說明。

### 評估預防保健的增量收益
與處理急性病患相比，評估預防保健的增量效益，需要用到更長的時間。把折現率和時間價值等因素輸入模型，會對結果產生重大影響。一個有爭議的主題是美國國會預算辦公室（簡稱為CBO）只使用10年期限去評估糖尿病預防服務的成本效益。
預防保健服務主要是針對慢性病。CBO雖有提供指導，但在他們能估算預算的結果之前，仍需要對美國肥胖症對經濟的影響做進一步的研究。在2015年5月發布的兩黨合作報告認為，預防性護理可改善個人和人群的健康，同時減少醫療衛生費用的支出。

### 預防醫學的經濟效益案例
可改變的危險因子所導致的死亡率
慢性疾病，例如心臟病、中風、糖尿病、肥胖症、和癌症，已成為美國最常見，而且是代價高昂的健康問題。在2014年到2023年，根據預測，慢性病病例數將增加42％，造成金額4.2兆美元的治療費用和經濟產出損失。它們也是導致死亡的十大主要原因之一。慢性病是由大部分均可以預防的危險因子所造成。對美國在2000年的所有死亡所做的亞分析顯示，幾乎有一半的原因是可預防的，包括吸菸、不良飲食、缺乏運動、和飲酒過量。最近的分析結果，僅心臟病和癌症兩項就佔所有死亡的近46％。這些可改變的危險因子造成眾多的發病，結果是目前的生活品質變差，和未來有生之年的縮短。進一步的估計，到2023年前，把重點放在預防和治療慢性病上的話，可減少4,000萬慢性病病例，有機會省下2,200億美元的治療費用。
兒童接受疫苗接種可降低醫療費用
兒童接受疫苗接種是在20世紀中人類預期壽命增加的主要原因。從經濟角度看，這種疫苗接種有很高的投資回報率。根據CDC發表的《健康人2020》的報告，讓每一個新生兒根據常規兒童期接種時間表接受疫苗接種的話，直接醫療衛生費用可減少99億美元，而社會所節省的間接費用可達334億美元。兒童疫苗接種的經濟利益已從單個患者，擴展到保險計劃，和疫苗的生產廠商，同時改善人們的健康。
預防與健康資本理論
可預防疾病的發生所造成的負擔，除了成為醫療衛生部門的負擔之外，還會導致與勞動者生產力下降所產生的相關成本。不良的健康行為所造成的慢性病，引發相關的間接成本，每年讓美國雇主損失數十億美元。
根據美國糖尿病協會（簡稱為ADA）的資料，罹患糖尿病員工的醫療費用是未罹患糖尿病員工的兩倍，與工作有關的缺勤造成的損失為50億美元，工作效率降低的損失為208億美元，與疾病有關的殘疾而無法工作的損失為216億美元，和過早死亡所造成的損失為185億美元。根據CDC的Healthy Workforce的報告，他們對於勞動人口中超重水平趨勢增高，有肥胖症的員工數目增加，所導致的成本負擔，有幾種估計，最合理的估計顯示，因而錯失的工作日數超過4.5億天，導致每年生產力損失達1,530億美元。
“健康資本”的模型解釋個人對健康的投資如何利用“增加可用於工作和賺取收入的健康天數”來增加收入的方法。在這種情況下，可把健康視為一種消費品，其中個人渴望健康是因為它可改善當前的生活品質，而作為投資商品則是因為它具有隨著時間的推移，去增加出勤率和生產力的潛力。預防性健康行為，例如健康飲食、定期運動、獲得和使用良好護理、不吸菸、和限制飲酒，可以被視為對健康的投入，既能讓勞動人口更健康，又能產生大量的節省。
預防保健和質量調整壽命年
預防性保健措施的健康益處，可以用能節省的QALY來描述。 QALY同時考慮到壽命長度和生活品質，可用作評估醫療和預防性干預措施的成本效益。傳統上，將完美健康的一年定義為1個QALY，把任何程度低於完美健康的一年定義為0至1個QALY。把QALY當作作一種經濟權重系統，可用於做個人決策，評估預防性干預措施，並為未來的預防性工作設定優先順序。
預防性措施確能達成成本節約和成本效益。羅伯特·伍德·約翰遜基金會對有關預防成本效益的文獻進行評估，發現許多預防措施均達到每QALY小於100,000美元的基準，被認為具有良好的成本效益。這些措施包括在某些人群中篩檢愛滋病和披衣菌感染、大腸癌、乳癌和子宮頸癌、視力篩檢、以及為60歲以上男性作腹主動脈瘤篩檢。基金會發現在某些評論中，作菸酒使用篩檢可節省成本，而在另一些評論中則有成本效益。根據基金會的分析，在所有評論中都提到兩種預防性干預措施可節省成本：兒童疫苗接種，和為成人在阿司匹林的使用上提供諮詢。
少數族裔群體的預防醫學
在美國，肥胖症、糖尿病、癌症、和心血管疾病等慢性疾病的健康差距越來越大。健康不平等的風險發生在少數種族/族裔，包括非裔美國人、美國原住民、拉丁裔美國人、亞裔美國人、阿拉斯加原住民、和太平洋島原住民的比例不斷增加。
根據CDC的一個全國性計劃-種族與族裔社區衛生行動（Racial and Ethnic Approaches to Community Health （簡稱為REACH）），資料顯示，非西班牙裔黑人（請參考西班牙裔黑人）在目前的肥胖症比率最高（48％）。與非西班牙裔白人相比，非西班牙裔黑人中新診斷出糖尿病的風險高出77％，拉丁裔美國人則高出66％，亞裔美國人也高出18％。美國目前的人口預測顯示，到2044年，有一半以上的美國人會被歸類於少數族裔。如果沒有針對性的預防性干預措施，那麼慢性疾病不平等帶來的醫療費用將難以為繼。擴大改善提供給少數族裔預防服務的保健政策，有助於減少由醫療衛生不平等所引起的巨額醫療費用，從而獲得投資回報。
預防政策
慢性病是一種人口階層上的問題，需要社區衛生層級的努力，以及國家和州級公共政策的有效預防，而非僅靠個人層級的努力。美國目前採取許多公共衛生政策，與上述預防醫學措施保持一致步調。例如，CDC支持各種政策中的健康和HI-5（五年內對健康的影響（Health Impact in 5 Years））等運動，透過跨部門在預防醫學的合作，並利用處理健康的社會決定因素，作為慢性病的初級預防方法。
以下將討論針對兒童疫苗接種，和肥胖症預防計劃的具體示例。
肥胖症的預防政策
解決肥胖症流行的政策，應該是主動積極和牽連廣泛，醫療保健和其他領域的各種利益相關者都包括在內。美國國家醫學院在2012年提出的建議中說：“……應該在五個領域（體育活動（PA）、食品和飲料、市場行銷和訊息傳遞、醫療保健和工作場所、以及學校），和社會所有部門（包括政府、工商業、學校、托兒所、城市規劃、休閒娛樂、交通運輸、媒體、公共衛生、農業、社區、還有家庭）採取協調性的行動，讓肥胖症預防工作真正做得成功。” 
兒童免疫政策
雖然美國全國對於兒童疫苗接種存有不少爭議，但聯邦、州、地方、和學校各層級已有既定的政策和計劃，概述疫苗接種的要求。每個州都要求兒童接種某些預防傳染病的疫苗，作為得以上學的條件。但是，目前有18個州出於“哲學或道德原因”允許接種的豁免。CDC之下的免疫實踐諮詢委員會（簡稱為ACIP）的標準疫苗接種計劃中的疫苗，包括有百日咳/白喉/破傷風三合一、小兒麻痺、麻疹、流行性腮腺炎、德國麻疹、b型流感嗜血桿菌、B型肝炎、流行性感冒、和肺炎鏈球菌感染疫苗。這些接種計劃可在CDC網站上查詢而得。
CDC 的網站介紹一項由聯邦政府資助的計劃，即“為兒童接種疫苗（ Vaccines for Children (VFC)）”，這個計劃為沒錢而無法接種疫苗的兒童免費提供疫苗。此外，ACIP是疫苗接種的專家諮詢委員會，負責告知疫苗接種政策，並為CDC持續提供建議，並在建議之中加入最新的成本效益和風險效益分析證據。

## 外部連結
- 預防醫學會
- 預防醫學基金會 （页面存档备份，存于）
- 中华预防医学会
- 糖尿病预防协会 （页面存档备份，存于）